# Prosimulium flaviantennum
Prosimulium flaviantennum is een muggensoort uit de familie van de kriebelmuggen (Simuliidae). De wetenschappelijke naam van de soort is voor het eerst geldig gepubliceerd in 1940 door Stains and Knowlton.